# Декел Валтзер
Декел Валтзер (нар. 3 жовтня 1984) — колишній ізраїльський тенісист.
Найвищу одиночну позицію світового рейтингу — 388 місце досяг 24 березня 2008, парну — 331 місце — 14 січня 2008 року.

## Титули ITF Ф'ючерс

### Одиночний розряд: (2)
| Ранг | Дата     | Турнір                | Покриття | Суперник        | Рахунок     |
| ---- | -------- | --------------------- | -------- | --------------- | ----------- |
| 1.   | Бер 2006 | Ізраїль F3, Хайфа     | Тверде   | Ішай Хадаш      | 6–1, 6–2    |
| 2.   | Чер 2007 | Туреччина F6, Стамбул | Тверде   | Людовік Вальтер | 6–3, 7–6(4) |

### Парний розряд: (6)
| Ранг | Дата     | Турнір                | Покриття | Партнер          | Суперники                             | Рахунок       |
| ---- | -------- | --------------------- | -------- | ---------------- | ------------------------------------- | ------------- |
| 1.   | Сер 2005 | Литва F2 Вільнюс      | Ґрунт    | Роландас Мурашка | Юган Брунстрем Лаурі Кійскі           | 6–3, 2–6, 6–3 |
| 2.   | Бер 2006 | Ізраїль F3, Хайфа     | Тверде   | Амір Вайнтрауб   | Сергій Кротюк Олексій Мілнер          | 6–1, 6–4      |
| 3.   | Лип 2006 | Туреччина F4, Стамбул | Тверде   | Амір Вайнтрауб   | Меттью Ебден Айдан Фіцджералд         | 6–2, 7–5      |
| 4.   | Чер 2007 | Туреччина F4, Анкара  | Ґрунт    | Амір Вайнтрауб   | Александер Сачко Марк-Андре Штратлінґ | 2–6, 6–4, 7–5 |
| 5.   | Чер 2007 | Туреччина F5, Ізмір   | Тверде   | Амір Вайнтрауб   | Родрігу-Антоніу Гріллі Марсіу Торріс  | 6–3, 7–6(4)   |
| 6.   | Чер 2007 | Туреччина F6, Стамбул | Тверде   | Амір Вайнтрауб   | Гай Кубі Олексій Мілнер               | 6–0, 6–1      |